# 1599 год в науке
В 1599 году произошли различные научные и технологические события, некоторые из которых представлены ниже.

## События
- Тихо Браге, изгнанный из Ураниборга, принял приглашение императора Священной Римской империи Рудольфа II и переехал в Прагу. Одновременно он вызвал туда же Иоганна Кеплера, чьи математические способности рассчитывал использовать для обоснования новой системы мира[1].

## Публикации
- Улиссе Альдрованди начал публикацию Ornithologiae[2].
- Эдвард Райт: Certaine Errors in Navigation, объяснение математических основ проекции Меркатора и справочная таблица поправок, необходимых для её использования в навигации.
- Оливье де Серр: Art de la cueillette des vers à soie.
- Симон Стевин: De Havenvinding.
- Джордж Эббот, архиепископ Кентерберийский, опубликовал «Краткое описание всего мира» (A Brief Description of the Whole World), книга имела огромный успех и многократно переиздавалась.

## Родились
См. также: Категория:Родившиеся в 1599 году
- 25 сентября — Франческо Борромини, итальянский архитектор, наиболее радикальный представитель зрелого римского барокко. (ум. в 1667 году).

## Скончались
См. также: Категория:Умершие в 1599 году
- 22 апреля — Лоренц Шольц фон Розенау, немецкий врач и ботаник (род. в 1552 году).
- 1 сентября — Корнелис де Хаутман, нидерландский мореплаватель и колониальный деятель (род. в 1565 году).
- 31 декабря — Румольд Меркатор, фламандский картограф, сын Герарда Меркатора (род. в 1545 году).